# Mistrzostwa Świata w Narciarstwie Klasycznym 2029
Ten artykuł dotyczy przyszłego wydarzenia sportowego. Informacje w nim zawarte zmienią się w przyszłości.
Mistrzostwa Świata w Narciarstwie Klasycznym 2029 – zawody sportowe, które odbędą się zimą 2029 roku w Lahti.
Lahti było jedyną kandydaturą do zorganizowania Mistrzostw Świata w Narciarstwie Klasycznym 2029. Fińska miejscowość gościła wcześniej siedmiokrotnie mistrzostwa świata w narciarstwie klasycznym - w 1926, 1938, 1958, 1978, 1989, 2001 i 2017 roku.
Decyzja o wyborze miasta, które zorganizuje mistrzostwa, została ogłoszona 4 lipca 2024 roku na posiedzeniu Rady FIS.